# بزرگراه میان‌ایالتی ۹۷

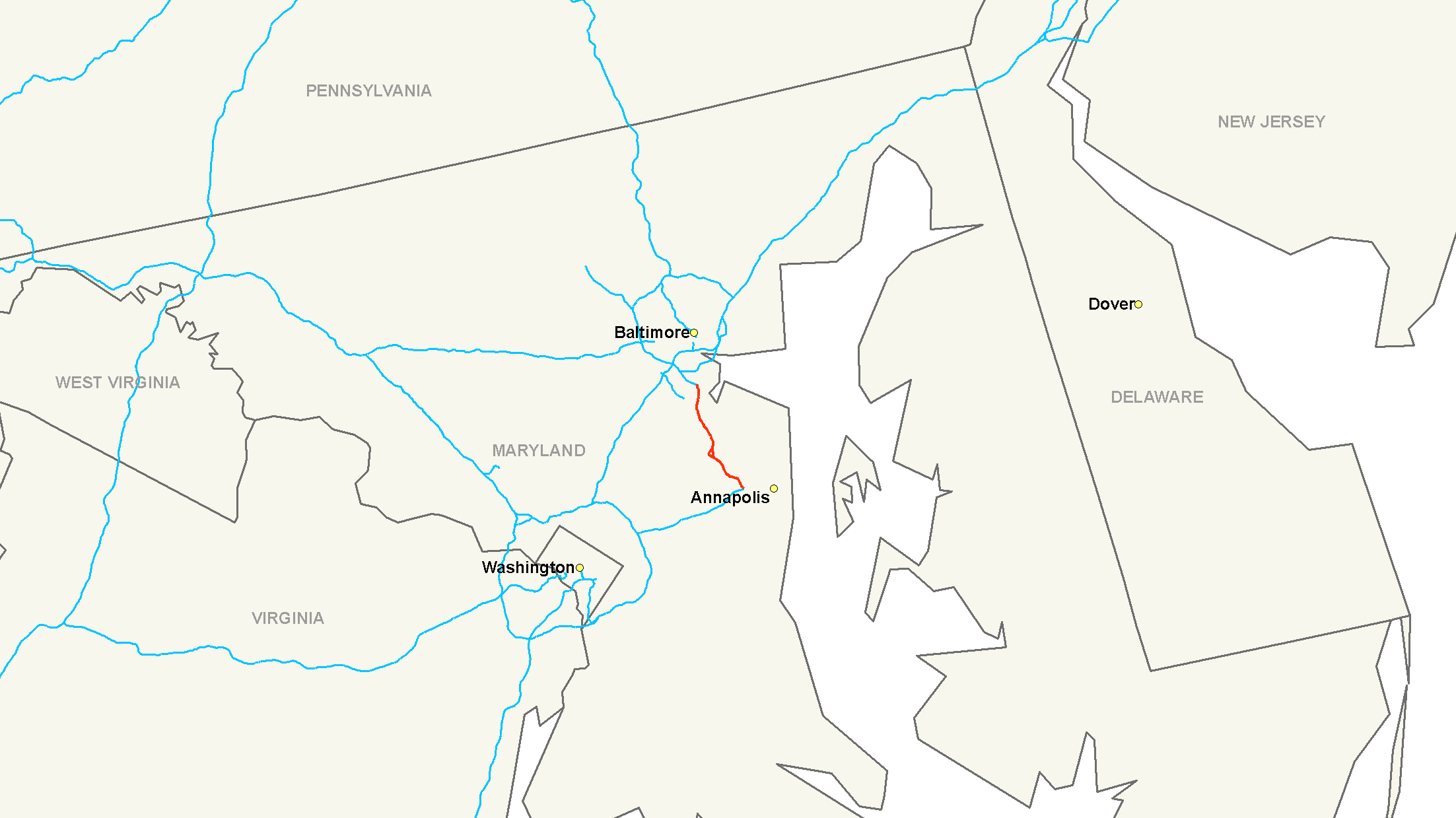

بزرگراه میان ایالتی ۹۷ (به انگلیسی: Interstate-97، مخفف:I-97) یکی از بزرگراه‌های میان ایالتی آمریکاست. که مسیر شمالی-جنوبی داشته و زیرمجموعه ندارد.